# Khāchrod
Khāchrod är en ort i Indien.   Den ligger i distriktet Ujjain och delstaten Madhya Pradesh, i den centrala delen av landet, 600 km söder om huvudstaden New Delhi. Khāchrod ligger 493 meter över havet och antalet invånare är 31 825.
Terrängen runt Khāchrod är platt, och sluttar norrut. Runt Khāchrod är det ganska tätbefolkat, med 239 invånare per kvadratkilometer. Närmaste större samhälle är Nagda, 14,4 km öster om Khāchrod. Trakten runt Khāchrod består till största delen av jordbruksmark.